# Nowa Synagoga Nowopraska w Warszawie
Nowa Synagoga Nowopraska – niezachowana synagoga, która znajdowała się w Warszawie przy ul. Bródnowskiej 8 na Nowej Pradze, zbudowana w miejscu wcześniejszej, drewnianej.

## Historia
Synagoga została sfinansowana przez dwóch prywatnych fundatorów (po 2000 rubli) oraz warszawską gminę żydowską. Była większa niż Synagoga Praska, a otwarcie jej nastąpiło 17 lipca 1900 roku w obecności Prezesa i Zarządu Gminy, przedstawicieli warszawskiego Rabinatu i miejscowych Żydów. Budową i urządzaniem synagogi kierował Zygmunt Frumkin.
Projektant nie jest znany. Synagoga była murowana, jednopiętrowa, usytuowana w głębi posesji. Wzniesiona na planie prostokąta o wymiarach 27 na 12 metrów krótszym bokiem ku ulicy Bródnowskiej. Obok stały dwa małe budynki – jeden z przodu, drugi z tyłu, prawdopodobnie pełniąc rolę stróżówki. Budynek posiadał wnętrze doświetlone ze 3 stron i galerię dla kobiet. Personel tej bożnicy stanowił posługacz (szames) i kantor (chazen), pobierający 200 rubli pensji rocznej.
Nieznany jest czas rozbiórki synagogi, w jej miejscu w latach 70. XX wieku postawiono blok mieszkalny.